# فالسيبري
فالسيبري هي مدينة من مدن إسبانيا. يبلغ عدد سكانها 258 نسمة وذلك حسب إحصائيات سنة 2014. يبلغ ارتفاع المدينة عن سطح البحر قرابة 1123 متر. تبلغ مساحتها 28.0 كم².